# Rihpojávri
Rihpojávri es un lago del municipio de Storfjord en Troms, Noruega, en el lado sur de la ruta europea E8. El lago es un embalse controlado por una represa en el lado norte. Es afluente del río Rihpojohk , que a su vez alimenta al río Skibotnelva.